# Arwrarwrirwrarwro (banda sonora original de la cuarta temporada)
Arwrarwrirwrarwro (banda sonora original de la cuarta temporada) (o simplemente Arwrarwrirwrarwro) es el cuarto álbum de estudio de 31 minutos. Fue lanzado el 12 de septiembre de 2015.

## Grabación y publicación
El recién formado grupo musical se presentó los días 31 de marzo y 1 de abril de 2012, y logró una exitosa actuación de 50 minutos.  Esto fue motivo para dar inicio a una gira en invierno, titulada Gira mundial, cuyo primer ciclo constituyó de cuatro presentaciones de 90 minutos cada una, distribuidas en el 11 y el 14 de julio. Se llevaron a cabo en el Movistar Arena de Santiago y congregaron a más de 24 000 personas. El segundo ciclo de Gira mundial se realizó con dos presentaciones, el 1 de noviembre de 2012 en Concepción, y el 3 de noviembre en Viña del Mar. El 17 de agosto de 2012, la Comisión Organizadora del Festival Internacional de la Canción de Viña del Mar 2013 confirmó a 31 minutos como uno de los artistas nacionales para la jornada. Sumado a esta noticia, se anunció que por primera vez Rodrigo Salinas daría vida a sus personajes. Finalmente se presentaron el 27 de febrero de 2013 y lograron una sintonía de 53 puntos de cuota de pantalla, además de ganar todos los premios.
A esto se le agrega que, el 31 de agosto de 2012, Juan Manuel Egaña confirmó la realización de una nueva temporada del programa de televisión con la postulación a un fondo del Consejo Nacional de Televisión. Aplaplac ganó el concurso, e inició las grabaciones de la temporada a finales de 2013. Luego del éxito alcanzado con la presentación en el Festival de Viña del Mar, 31 minutos inició una nueva gira, bajo el nombre de Radio Guaripolo. En este espectáculo se estrenan dos nuevas canciones, «Cebollas me encanta» y  «Mi mamá me lo teje todo» De esta última fue publicada y difundida por Internet una grabación de los ensayos del show, y posteriormente se utilizó para la banda sonora de la cuarta temporada de la serie, anunciada el mismo año.
El disco (que reúne los temas de la cuarta temporada) se tituló Arwrarwrirwrarwro (Banda Sonora Original de la Cuarta Temporada), y se estrenó oficialmente el 4 de septiembre de 2015 en las plataformas digitales de música y en CD como formato digipack, aunque en Internet ya se encontraba un registro de audio del álbum proveniente de la venta limitada de compactos en México. Entre su listado, se encuentran los temas del Ranking Top, cortinas e instrumentales de los capítulos de la temporada, y el reciente sencillo Péndulo Caótico. Pablo Ilabaca sigue como compositor de las melodías, mientras que en las letras, Álvaro Díaz, Daniel Castro, Pedro Peirano y otros actores del programa (menos Rodrigo Salinas). Además destaca la participación de músicos como Camilo Salinas, Felipe Ilabaca y Pedropiedra. Sus canciones destacadas fueron tocadas en las presentaciones en vivo del noticiario de títeres. En PortalDisc el disco lideró las descargas y se editó en LP el año 2016.

## Lista de canciones
| Arwrarwrirwrarwro (Banda Sonora Original de la Cuarta Temporada) |                                                        |                                         |               |               |          |  |
| N.º                                                              | Título                                                 | Letras                                  | Música        | Escritor(es)  | Duración |  |
| 1.                                                               | «Algunos conceptos antes de comenzar»                  |                                         |               |               | 0:08     |  |
| 2.                                                               | «Arwrarwrirwrarwro»                                    | Daniel Castro                           | Pablo Ilabaca |               | 2:29     |  |
| 3.                                                               | «31 minutos en la miseria»                             |                                         |               | Pablo Ilabaca | 1:04     |  |
| 4.                                                               | «El pájaro amarillo»                                   |                                         |               |               | 0:11     |  |
| 5.                                                               | «Programación de tras-trasnoche»                       |                                         |               | Pablo Ilabaca | 0:37     |  |
| 6.                                                               | «Drácula, Calígula, Tarántula»                         |                                         |               | Álvaro Díaz   | 2:53     |  |
| 7.                                                               | «Corre lejos de este infierno»                         |                                         |               |               | 0:08     |  |
| 8.                                                               | «Tormenta china»                                       |                                         |               | Álvaro Díaz   | 0:53     |  |
| 9.                                                               | «Sacar la basura»                                      |                                         |               |               | 0:09     |  |
| 10.                                                              | «Atrapen al Tío Pelado»                                |                                         |               | Pablo Ilabaca | 0:39     |  |
| 11.                                                              | «El refrigerador de Patana»                            |                                         |               | Pablo Ilabaca | 0:58     |  |
| 12.                                                              | «Son pololos»                                          | Daniel Castro Álvaro Díaz Pedro Peirano |               |               | 3:14     |  |
| 13.                                                              | «Anatoli, el incombustible»                            |                                         |               | Pablo Ilabaca | 1:08     |  |
| 14.                                                              | «La casa del imán»                                     |                                         |               | Pablo Ilabaca | 0:47     |  |
| 15.                                                              | «Mi mamá me lo teje todo»                              |                                         |               | Álvaro Díaz   | 3:58     |  |
| 16.                                                              | «Desgracia ajena»                                      |                                         |               |               | 0:16     |  |
| 17.                                                              | «Videos graciosos del terremoto del Tío Horacio»       |                                         |               | Pablo Ilabaca | 0:29     |  |
| 18.                                                              | «Los niños preguntan y el Tío Horacio responde»        |                                         |               |               | 0:14     |  |
| 19.                                                              | «Amurrao»                                              | Patricio Díaz                           | Pablo Ilabaca |               | 2:01     |  |
| 20.                                                              | «El gato que empuja»                                   |                                         |               |               | 0:32     |  |
| 21.                                                              | «Nota 5.000»                                           |                                         |               |               | 0:09     |  |
| 22.                                                              | «Siga dando bote, Balón»                               |                                         |               |               | 0:55     |  |
| 23.                                                              | «El prototipo J.A.J.A.M.I.N.A.T.O.R.»                  |                                         |               | Pablo Ilabaca | 0:49     |  |
| 24.                                                              | «Péndulo Caótico»                                      | Álvaro Díaz Pedro Peirano               |               |               | 3:15     |  |
| 25.                                                              | «Completín»                                            |                                         |               | Pablo Ilabaca | 0:12     |  |
| 26.                                                              | «Mundo interior»                                       | Pedro Peirano                           | Pablo Ilabaca |               | 2:49     |  |
| 27.                                                              | «Devuélvame mi canal ahora»                            |                                         |               | Pablo Ilabaca | 1:25     |  |
| 28.                                                              | «Tercera oreja, cola de reptil y axilas fosforecentes» |                                         |               |               | 0:08     |  |
| 29.                                                              | «El huerfadrino»                                       | Patricio Díaz                           | Pablo Ilabaca |               | 2:08     |  |
| 30.                                                              | «Otro consejo de Rombos Man»                           |                                         |               | Pablo Ilabaca | 0:53     |  |
| 31.                                                              | «Hatfields y McCoys»                                   |                                         |               | Pablo Ilabaca | 2:37     |  |
| 38:09                                                            |                                                        |                                         |               |               |          |  |

## Créditos

### Producción musical
Pedro Peirano: Voz de Tulio Triviño, Cápara Sonia y el mayordomo de Cápara.
Álvaro Díaz: Voz de Juan Carlos Bodoque, Norberto, el cuadro, Lino, el Tío Horacio y el caracol.
Daniel Castro: Voz de Bombi, Coágula Espátulo, el gato que empuja y Calcetín con Rombos Man.
Alejandra Dueñas: Voz de la Corchetis, Olga, Lana, Martita, la mamá de Eustaquio y Marilú.
Patricio Díaz: Voz de Eustaquio Renato, el Señor Vaquero, Percy Mamani y el bebé monstruo.
Felipe Godoy: Voz de Igor, el destructor.
Héctor Velozo: Voz de Anatoli, el incombustible.
Rodrigo Salinas: Voz de Juanín Juan Harry.
Fernando Solís: Voz del presentador de El Refrigerador de Patana y el Señor Manguera.
Lorena Penjean: canta Sacar la basura.
Pablo Ilabaca: Guitarra eléctrica y acústica, mandolina, ukelele, bajo, teclados, sintetizadores, piano, percusiones; voz del papá de Percy, el padrino, los conejos de Mundo interior y coros.
Matías Astudillo: Programaciones, mandolina.
Pedro Subercaseux: Batería en El huerfadrino y Mi mamá me lo teje todo.
Felipe Ilabaca: Bajo en El huerfadrino y Mi mamá me lo teje todo.
Camilo Salinas: Teclados en El huerfadrino, Mi mamá me lo teje todo y Péndulo Caótico; coros en Péndulo caótico.
Daniel Espinoza: Trompeta en Mundo interior y pocket trumpet en Arwrarwrirwrarwro.
Maxi Alarcón: Saxo en Mundo interior,  Anatoli, el incombustible y Atrapen al Tío Pelado.
Bernardo Lagos: Trombón en Mundo Interior.

### Producción del álbum
Producido por: Pablo Ilabaca y Álvaro Díaz.
Grabado en el Estudio del Garage de la Casa de los Papás de Kvzón por: Matías Astudillo y Pablo Ilabaca, excepto El huerfadrino y Mi mamá me lo teje todo, grabados en Estudios Paraíso por Francisco “Champo” Aguilera.
Diálogos e intervenciones de los personajes grabados en Mascaró Post por: Cristián Mascaró (y en sonido directo por Erick del Valle).
Mezclado por: Matías Astudillo y Pablo Ilabaca.
Masterizado en Estudio CHT por: Gonzalo González.
Diseño de carátula e interior: Andrés Sanhueza.
Foto carátula: Pancho Schultz.
Producción de arte carátula: Cristián Mayorga y Jorge Miranda.
Producción ejecutiva: Alejandra Neumann.
Asistencia producción ejecutiva: Isabel del Valle.
Agradecimientos especiales a: Karla Estrada e Isabel Hernández.